# Dorothea Schäfer

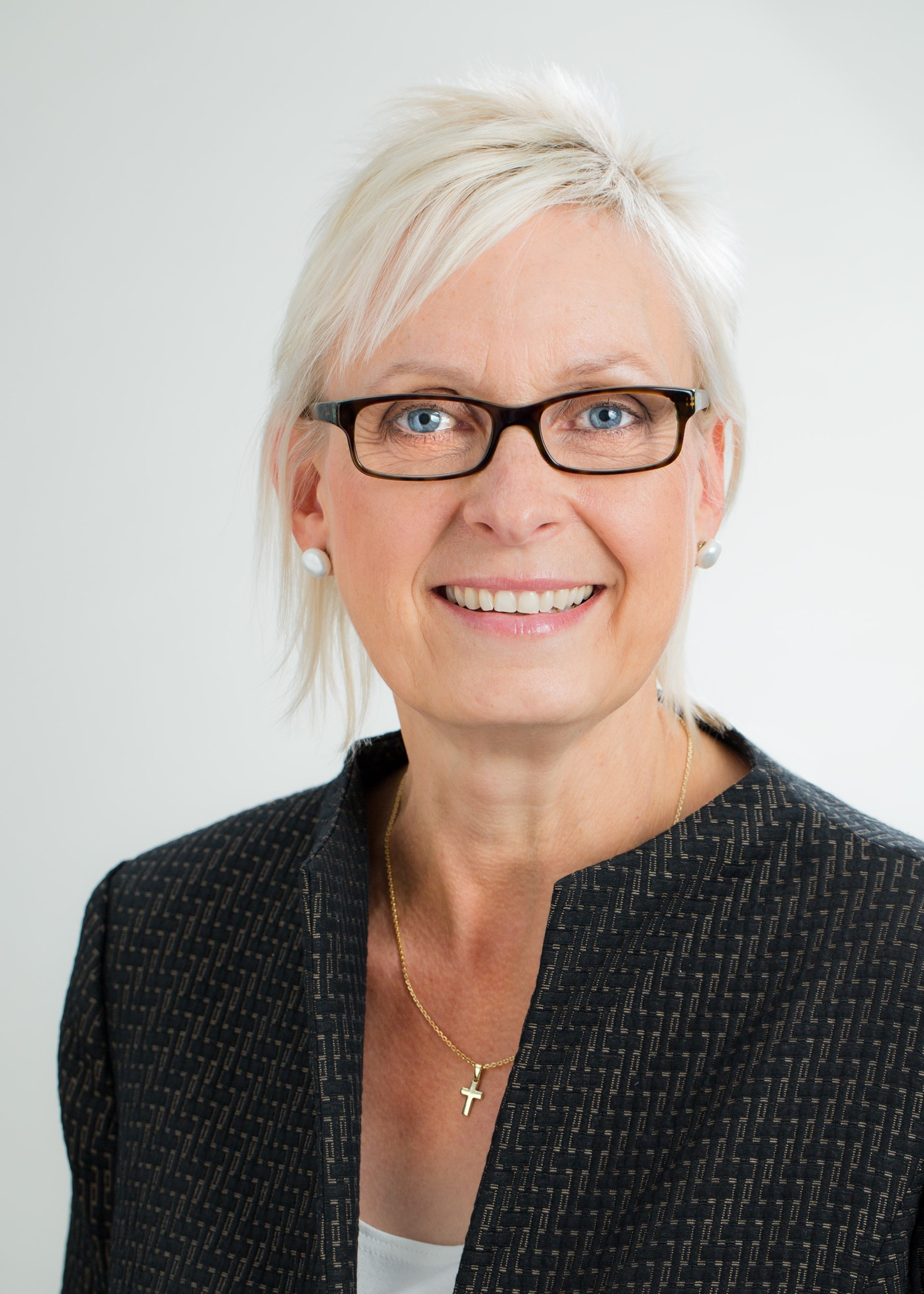
Dorothea Schäfer (2016)

Dorothea Schäfer (* 28. April 1962 in Mainz) ist eine deutsche Politikerin (CDU). Sie ist seit dem 1. Oktober 2017 Landrätin im Landkreis Mainz-Bingen.

## Leben und Beruf
Nach dem Abitur 1981 am Rabanus-Maurus-Gymnasium in Mainz absolvierte Schäfer ein Studium der Mittleren und Neueren Geschichte, der Politikwissenschaften und der Alten Geschichte an der Johannes Gutenberg-Universität Mainz, das sie 1989 mit dem Magister Artium beendete. Anschließend war sie bis 1993 als wissenschaftliche Mitarbeiterin bei der CDU-Landtagsfraktion in Rheinland-Pfalz und danach als wissenschaftliche Assistentin in der Kommission für Geschichte des Altertums an der Akademie der Wissenschaften und der Literatur in Mainz tätig.
Sie ist verheiratet und hat drei Kinder.

## Partei
Schäfer wurde als Schülerin 1979 Mitglied der CDU. Zunächst engagierte sie sich in der Jungen Union und war von 1990 bis 1996 Vorsitzende des JU-Kreisverbandes Mainz-Bingen. Von 1993 bis 1997 und seit 2006 gehört sie außerdem dem CDU-Landesvorstand von Rheinland-Pfalz an. Seit 2013 ist sie Vorsitzende des CDU-Kreisverbands Mainz-Bingen.
Seit 2002 ist sie Vorsitzende des Bezirksverbandes Rheinhessen-Pfalz der Frauen Union.

## Kommunalpolitik
Von 1997 bis 1999 war Schäfer ehrenamtliche Beigeordnete der Ortsgemeinde Gau-Bischofsheim. Seit 1999 ist sie Mitglied des Ortsgemeinderats von Gau-Bischofsheim. Von 2004 bis 2012 war sie Mitglied des Kreistages des Landkreises Mainz-Bingen. Hier war sie ab 2009 Vorsitzende der CDU-Fraktion. Von 2012 bis 2014 war sie ehrenamtliche 2. Kreisbeigeordnete dieses Landkreises mit dem Geschäftsbereich Jugend und Soziales. Seit 2014 ist sie wieder Mitglied des Kreistages, seit Ende 2015 als Vorsitzende der CDU-Kreistagsfraktion.
Im Oktober 2016 wurde sie von den Mitgliedern des CDU-Kreisverbandes als Kandidatin für das Amt der Landrätin nominiert und wurde in der Stichwahl am 25. Juni 2017 mit 65,1 % gegen Salvatore Barbaro (SPD) zur Landrätin des Landkreises Mainz-Bingen gewählt. Schäfer trat das Amt am 1. Oktober 2017 an.
Im Oktober 2024 gab Schäfer bekannt, nicht mehr für eine weitere Amtszeit als Landrätin zu kandidieren.

## Landespolitik
Am 2. November 2002 rückte sie für die ausgeschiedene Abgeordnete Ute Granold in den Landtag von Rheinland-Pfalz nach. Sie ist zunächst über die Landesliste in den Landtag eingezogen. Bei den Landtagswahlen 2011 und 2016 gewann sie das Direktmandat im Wahlkreis Ingelheim. Sie war Mitglied des Ausschusses für Wissenschaft, Weiterbildung und Kultur und ist dort Sprecherin für Wissenschaft und Forschung der CDU-Landtagsfraktion. Außerdem war sie stellvertretende Vorsitzende des Ausschusses für Gleichstellung und Frauenförderung.
Zum 1. Oktober 2017 schied Schäfer aus dem Landtag aus; für sie rückte Thomas Barth nach.

## Gesellschaftliche Ämter
Schäfer ist Mitglied des Kuratoriums der Fridtjof-Nansen-Akademie für politische Bildung im Weiterbildungszentrum Ingelheim, der Synode der Evangelischen Kirche in Hessen und Nassau, stellvertretende Landesvorsitzende von Donum vitae sowie Mitglied im Kuratorium der Technischen Hochschule Bingen.